# لويس بيل
لويس بيل (بالإنجليزية: Louis Bell)‏ هو كاتب أغاني ومنتج أسطوانات أمريكي، ولد في 27 مايو 1981.

## وصلات خارجية
- لويس بيل على موقع IMDb (الإنجليزية)
- لويس بيل على موقع ميوزك برينز (الإنجليزية)
- لويس بيل على موقع أول ميوزيك (الإنجليزية)
- لويس بيل على موقع ديسكوغز (الإنجليزية)